# Първи църковно-народен събор
Първият български църковно-народен събор заседава от 23 февруари до 24 юли 1871 година в Цариград. На своите 37 заседания съборът изработва устава на новооснованата Българска екзархия, но не успява да избере екзарх.

## Предистория
| “ | Първи ред от ляво на дясно: 1. Иконом поп Апостол Поликарев от Щип (Кюстендилска епархия), 2. архимандрит Дионисий от Черепишкия манастир (Врачанска епархия), 3. иконом поп Петър К. Арнаудов от Русе (Червенска епископия), 4. епископ Иларион Макариополски (Екзархийски привременен смесен съвет), 5. Марко Балабанов – секретар-писар (Пловдивска епархия), 6. митрополит Панарет Пловдивски (ЕПСС), 7. епископ Иларион Ловчански – председател на Събора (ЕПСС), 8. митрополит Паисий бивш Пловдивски (ЕПСС), 9. Бехчет ефенди – писар на турски (не е участник), 10. архимандрит Виктор Чолаков (Нишка епархия), 11. поп Тодор Илиев Тилков от Струмица (Струмишка епархия), 12. иконом поп Георги Паланецки от Крива паланка (Скопска епархия), 13. монах Рилски от Скопие (не е участник). Втори ред: 14. Георги Г. Груев (Пловдивска епархия), 15. Стефан Петров Стефанов от Бургас (Сливенска епархия), 16. Добри Чинтулов (Сливенска епархия), 17. Георги Гогов (Воденска епархия), 18. Захари Хаджигюров от Самоков (Самоковска епархия), 19. хаджи Мано Стоянов Букурещлиев (Софийска епархия), 20. Димитър Гешов (ЕПСС), 21. хаджи Иванчо Хаджипенчович (ЕПСС), 22. Георги Чалъков (ЕПСС), 23. Гаврил Кръстевич (ЕПСС), 24. д-р Христо Стамболски (ЕПСС), 25. д-р Стоян Чомаков (ЕПСС), 26. хаджи Николи Минчоолу (ЕПСС), 27. Димитраки Теодоров (Димитраки бей) от Тулча (Доростолска епархия), 28. Сава Доброплодни от Силистра (Доростолска епархия), 29. хаджи Господин Славов от Стара Загора (Търновска епархия), 30. Стефан Шопов от Мирково – секретар на епископ Иларион Ловчански (не е участник). Трети ред: 31. Стоян Камбуров (ЕПСС), 32. Константин Шулев (Велешка епархия), 33. Христо Димитров Тодоров от Дупница (Самоковска епархия), 34. Михаил Манчев (Охридска епархия), 35. Тодор Кусевич от Прилеп (Пелагонийска епархия), 36. Никола Михайловски (Търновска епархия), 37. Христо Стоянов (Софийска епархия), 38. Величко Христов от Шумен (Преславска епархия), 39. Никола Първанов (Видинска епархия), 40. Димитър Ангелов (Кюстендилска епархия), 41. Яков Геров (Одринска епархия), 42. Христо Тъпчилещов (ЕПСС), 43. Господин Хаджииванов (Варненска епархия), 44. Стоян Костов (Скопска епархия), 45. Дядо Кръстю – помощник-капукехая на Екзархията (не е участник), 46. Коста Сарафов (Неврокопска епархия) | ” |
|   | |   |

На 13 март 1870 година събрание от 39 от най-видните цариградски българи избира 10 души миряни за членове на Привременния съвет, които заедно с петимата владици, съставляващи Светия синод, поемат управлението на Екзархията и изработването на проектоустава. Съветът и Синодът започват десетмесечно обсъждане на изготвения от Гаврил Кръстевич проектоустав. Проблемни се оказват въпросите за сменяемост или пожизненост на екзарха и за приходите на архиереите.

### Либерална партия
Още преди свикването на събора, дори и преди издаването на фермана за учредяване на Екзархията, в българското общество се оформят две основни партии. Според едната, либералната или „младите“, около доктор Стоян Чомаков, Тодор Икономов и вестник „Македония“ на Петко Славейков – новата българска църква трябва да е основана на демократично начало, на принципа на съборност и синодалност, за да не се допусне „аристократичен деспотизъм“ и в избора на ръководните епархийски и екзархийски органи е необходимо широко народно участие. Либералните дейци настояват за периодична сменяемост на синодалните членове, включително и на екзарха, за сменяемост на мирския съвет, който трябва да има реално и активно участие в управлението.
По идея на Икономов Тулчанската българска община разпраща за обсъждане до някои български общини в Дунавския вилает Проект за управление, основан на следните принципи: съборно управление, смесени съвети с предимство на мирските членове, периодична сменяемост на управителните органи, обществен контрол върху църковните приходи, вишегласие при решаването на всички дела, избиране на архиереите от епархиите. Проектът е публикуван в „Македония“ и става програма на либералната партия.
„Македония“ критикува залегналата в Проектоустава и в „Повод за избиране на представителите“ за църковно-народния събор двустепенна избирателна система, която е насочена към елиминиране на народните маси от участие. Вестникът смята, че не трябва да се създават духовни училища, и че за да се отърве народът от фанариотщината, новото българско духовенство трябва да се задоволи със скромни предварително определени заплати. Акцентира върху отговорността на представителите, чието основно задължение е да работят за присъединяване на спорните епархии към Екзархията, чието седалище трябва да е Цариград. Либералите в голяма степен пренебрегват каноничната страна на въпроса и отреждат на Българската екзархия предимно национална, а не религиозна мисия и смятат, че главното е, чрез нея да се закрепи националното единство пред зараждащите се съседски аспирации. Те настояват за приемане на представителите от спорните епархии и за поставяне на правителството пред свършен факт.
Любен Каравелов във вестника си „Свобода“ също защитава тригодишния мандат на екзарха.

### Консервативна партия
Втората партия – тази на владиците и вестник „Право“ стои на консервативни позиции и е за даване на изключителен приоритет на духовенството в управлението на църквата и така я вижда единствено като ръководител на религиозния живот на българите. Петър Оджаков, позовавайки се на каноните, защитава концепцията за авторитарен, неизбираем, а определян по старшинство екзарх и неограничавана от мирски съвети духовна власт. Оджаков говори за „обуздаване“ на мирския елемент, защитава нуждата от духовни училища, духовна цензура и осигуряване на големи доходи на архиереите. Вестникът смята, че църковното управление няма да има граждански и политически задачи, а само нравствено-духовна роля и заради това столицата на новата църква трябва да е Търново и престолът да се заема от търновския владика пожизнено. Така на практика вестникът се опитва да наложи за екзарх кандидатурата на Иларион Макариополски, брат на редактора на „Право“ Никола Михайловски. Крайните консерватори около Макариополски дори са склонни да жертват националното единство в полза на личните му амбиции.
На по-умерени консервативни позиции стои антируският вестник „Турция“, който защитава либералните идеи за периодична сменяемост на екзарха, на синода и на екзархийския съвет, за определяне на месечна заплата за екзарха и архиереите и за седалище в Цариград, но смята, че епархийските, казалийските и нахийските мирни съвети за излишни, тъй като въпросите, с които те ще са занимават, са в обхвата на други учреждения. Така вестникът също смята, че новата църква ще има предимно религиозни задачи и няма да се занимава с правни, просветни и културни въпроси.
Сред умерените консерватори са и Гаврил Кръстевич, Христо Стамболски, Антим Видински, Иванчо Хаджипенчович и Николи Минчоолу. Те приемат съборния принцип, но защитават пожизнения мандат на екзарха и сложната многостепенна избирателна система.

## Избори
В края на октомври 1870 година Привременният съвет разпраща до общините „Повода за избиране на представителите“ за църковно-народния събор. Според правилника за изборите общините или църковните настоятелства на казалийските центрове правят списък на кандидатите и всяко селище избира трима от тях за избиратели с вишегласие. Избирателите със заверени с мухтарския печат пълномощни се събират в епархийската столица на събор и с тайно гласуване избират определения за епархията брой представители на събора. Делегатите трябва да пристигнат в столицата през първата половина на януари и трябва да донесат със себе си данни за броя на семействата, църквите, училищата, свещениците и учителите.
Правилата за изборите не са спазвани навсякъде точно и поради закъснения на много от представителите откриването на събора е отлагано няколко пъти.

## Предварителни заседания
Привременните съвет и синод заедно с пристигналите навреме делегати започват предварителни заседания, на които се обсъждат процедурни въпроси, сред които изработване на Правилник за работата на събора. Решено е Привременното ръководство на Екзархията да има право да участва в събора с пълни права, макар и да не е участвало в изборите.
Основният проблем, обсъждан на Предварителните заседания, е дали е законосъобразно и целесъобразно участието на делегатите от така наречените спорни епархии, неупоменати във фермана. Те не са поканени на събора, но тъй като това предизвиква широки брожения и в епархиите и сред мнозинството от цариградските дейци на 1 януари 1871 година Привременният синод кани делегати и от спорните епархии, които да разяснят положението в тях.
На предварителните заседания Търновско-русенската група около Иларион Макариополски се обявяват против допускането им, тъй като това би подразнило османските власти. Противоположното мнение защитават Гаврил Кръстевич и Тодор Кусев. Според Кусев македонските българи участват от самото начало в българската църковна борба и имат право на глас по устройството на Екзархията, в която ще влязат:
| „ | Как да не ги приемеш сега като са дошли? Да ги изпъдим ли? Не! Народът ще ни похвали. Те са българи, затова трябва да ги приемем. Самото им дохождане показва, че са българи, и че искат да са българи; ако ни каже някой, че не са българи, ний ще кажем: ето ги, на ги. | “ |

След речите на Кръстевич и Кусев мнозинството се изказват за допускането на спорните делегати, за да може съборът наистина да е общонароден форум.

## Делегати
Привременен екзархийски смесен съвет
| Име                         | Подписал устава |
| --------------------------- | --------------- |
| 1. Иларион Ловчански        | подписал        |
| 2. Панарет Пловдивски       | подписал        |
| 3. Паисий Пловдивски        | подписал        |
| 4. Иларион Макариополски    | подписал        |
| 5. Антим Видински           | подписал        |
| 6. Гаврил Кръстевич         | подписал        |
| 7. хаджи Иван Пенчович      | –               |
| 8. Георгаки С. Чалоглу      | подписал        |
| 9. хаджи Николи Д. Минчоглу | подписал        |
| 10. д-р Стоян Чомаков       | подписал        |
| 11. д-р Христо Стамболски   | –               |
| 12. Христо П. Тъпчилещов    | подписал        |
| 13. Димитър Гешов           | –               |
| 14. Стоян Камбуров          | –               |
| 15. Вельо Милошев           | –               |

Избрани делегати
| Име                         | Заместник                | Дата на замяната | Епархия      |
| --------------------------- | ------------------------ | ---------------- | ------------ |
| 1. Господин Хаджииванов     |                          |                  | Варненска    |
| 2. Костадин Шулев           | Лазар Йовчев (неприет)   | юли              | Велешка      |
| 3. Никола Първанов          |                          |                  | Видинска     |
| 4. Георги Гогов             |                          |                  | Воденска     |
| 5. Никола Занкин            | архимандрит Дионисий     | 23 април         | Врачанска    |
| 6. Димитраки Теодоров       |                          |                  | Доростолска  |
| 7. Сава Доброплодни         |                          |                  | Доростолска  |
| 8. Димитър Ангелов          |                          |                  | Кюстендилска |
| 9. Апостол Поликарев        |                          |                  | Кюстендилска |
| 10. Михаил Павлов           |                          |                  | Ловчанска    |
| 11. Коста Сарафов           |                          |                  | Неврокопска  |
| 12. Петър Димитров          |                          |                  | Нишавска     |
| 13. Коста Петров Даскалов   |                          |                  | Нишавска     |
| 14. архимандрит Виктор      |                          |                  | Нишка        |
| 15. Яков Геров              |                          |                  | Одринска     |
| 16. Михаил Манчев           |                          |                  | Охридска     |
| 17. Тодор Кусев             |                          |                  | Пелагонийска |
| 18. Георги Груев            |                          |                  | Пловдивска   |
| 19. Марко Балабанов         |                          |                  | Пловдивска   |
| 20. Георги Бучков           | Костадин Попгутов        | 9 април          | Поленинска   |
| 21. Величко Христов         |                          |                  | Преславска   |
| 22. Захари Хаджигюров       |                          |                  | Самоковска   |
| 23. Христо Димитров Тодоров |                          |                  | Самоковска   |
| 24. Симеон Георгиев Груев   | Стоян Костов             | 12 март          | Скопска      |
| 25. Иконом поп Георги       |                          |                  | Скопска      |
| 26. Добри Чинтулов          |                          |                  | Сливенска    |
| 27. Стефан Петров Стефанов  |                          |                  | Сливенска    |
| 28. Мано Стоянов            |                          |                  | Софийска     |
| 29. Христо Стоянов          |                          |                  | Софийска     |
| 30. Тодор Илиев Тилков      |                          |                  | Струмишка    |
| 31. Кънчо Кесаров           | Кирил Попов (неприет)    | май              | Търновска    |
| 32. Петър Ангелов           | Димитър Павлов (неприет) | лятото           | Търновска    |
| 33. Господин Славов         |                          |                  | Търновска    |
| 34. Йордан Д. Николов       | Никола Михайловски       | 27 април         | Търновска    |
| 35. Петър К. Арнаудов       |                          |                  | Червенска    |

## Устав
Съборът е открит тържествено на 23 февруари. Председателства Иларион Ловчански, а секретар (писар) е Марко Балабанов.